# Thalera thymiaria
Thalera thymiaria är en fjärilsart som beskrevs av Carl von Linné 1767. Thalera thymiaria ingår i släktet Thalera och familjen mätare. Inga underarter finns listade i Catalogue of Life.